# Mesoclemmys dahli
Mesoclemmys dahli är en sköldpaddsart som beskrevs av Zangerl och Medem 1958. Mesoclemmys dahli ingår i släktet Mesoclemmys och familjen ormhalssköldpaddor. IUCN kategoriserar arten globalt som akut hotad. Inga underarter finns listade i Catalogue of Life.
Arten är bara känd från området kring Sincelejo i norra Colombia.